# Jeune fille endormie
Jeune fille endormie è un dipinto a olio su tela del pittore spagnolo Pablo Picasso, realizzato nel 1935 e raffigurante Marie-Thérèse Walter, l'amante dell'artista, mentre dorme.

## Descrizione
Jeune fille endormie è uno dei tanti ritratti che Picasso realizzò della sua amante Marie-Thérèse Walter. L'opera rappresenta il mezzobusto di Marie-Thérèse raffigurata in modo astratto, dipinto in una gamma di colori incandescenti per creare un'immagine che appare allo stesso tempo realistica e onirica. La ragazza è dipinta con tratti semplificati e contorni netti.
Quest'opera fa parte del periodo neoclassico dell'artista, dove fu influenzato dall'arte classica e cercò di rappresentare la bellezza idealizzata.
Il dipinto riporta la firma di Picasso in alto a sinistra, e misura 46,3 cm x 55 cm.

## Storia
Il dipinto fu completato il 3 febbraio 1935 e di rado è stato esposto al pubblico. L'ultima volta avvenne nel 1939, quando l'allora proprietario Walter P. Chrysler Jr. lo prestò al Museum of Modern Art di New York per una rassegna su Picasso.
Successivamente è stato regalato all'Università di Sydney da un donatore americano anonimo e nel giugno 2011 è stato inviato alla casa d'aste Christie's, con un prezzo di vendita atteso di 12 milioni di sterline. Fu poi aggiudicato per 13,5 milioni di sterline. Il donatore aveva subordinato la cessione del dipinto all'immediata vendita dello stesso, con i ricavi da destinare alla ricerca. Era stato egli stesso a consegnarlo, volando dall'estero con il dipinto nel bagaglio a mano. In quell'occasione furono donati anche altri dieci dipinti, più vari oggetti di gioielleria.